# Esagramma unicursale

Esagramma unicursale a linea continua

Esagramma unicursale intrecciato

L'esagramma unicursale è un esagramma o stella a sei punte che può essere tracciata o disegnata unicursalmente, con un'unica linea continua anziché con due triangoli sovrapposti. L'esagramma può anche essere rappresentato all'interno di un cerchio con le punte che lo toccano. Spesso è raffigurato in una forma intrecciata, con le linee dell'esagramma che si sovrappongono e si intrecciano formando un nodo. È un caso specifico di una forma più generale discussa nell'opera Hexagrammum Mysticum di Blaise Pascal del 1639.

## Giordano Bruno
Nella sua opera intitolata Opere sulla Mathematica di Mordente: centosessanta articoli contro i filosofi e matematici di quest'epoca (Praga, 1588), il filosofo italiano, teorico cosmologico e occultista ermetico Giordano Bruno utilizzò il simbolo dell'esagramma unicursale per rappresentare la Figura Amoris ("figura dell'amore") parte della trinità ermetica nella sua mathesis.

## Thelema

Un esagramma unicursale adattato è un simbolo importante nella Thelema

Nella Thelema di Aleister Crowley, l'esagramma è solitamente rappresentato con un fiore a cinque petali al centro, che simboleggia il pentagramma. L'esagramma rappresenta le forze macrocosmiche celesti o planetarie ed è un simbolo equivalente alla Rosacroce o all'ankh dell'antico Egitto. I cinque petali del fiore rappresentano le forze microcosmiche dei 5 elementi della formula magica YHShVH e costituiscono un simbolo equivalente al pentagramma o al pentacolo. I due simboli insieme rappresentano l'intreccio delle forze planetarie e elementari.